# Ярнефельт Олександр Густавович
Август Олександр (Олександер) Ярнефельт (рос. Александр Густавович Ярнефельт, Aleksandr Gustavovits Jarnefelt фін. August Alexander Järnefelt) (2 квітня 1833, Тохмаярві — 15 квітня 1896, Гельсінкі) — фінський генерал-лейтенант, топограф, губернатор, член парламенту, сенатор і борець за фінство.
Батьками Олександра були кронпринц Густав Адольф Ярнефельт і Аврора Фредріка Моландер . Олександр Ярнефельт одружився в Санкт-Петербурзі 22 грудня 1857 року з жінкою з фрайгерського роду Елізабет (уроджена Клодт фон Юргенсбург). Їхніми дітьми були Каспер, Арвід, Ерік (Ееро), Елліда, Еллен, Армас, Айно, Гіл'я та Сіґрід. Серед братів і сестер Армас став композитором, Арвід — письменником, Ееро — художником, а Каспер — критиком. Айно Ярнефельт стала дружиною майстра-композитора Яна Сібеліуса .
У кар'єрі Ярнефельта домінували геодезичні та топографічні роботи. У 1860—1869 роках брав участь у підготовлених збройними силами Росії роботах з топографічного картографування Фінляндії та в геодезичних вимірюваннях спочатку як помічник керівника, а з 1868 року в якості керівника. Коли в 1870 році почалася справжня картографічна робота, Ярнефельта призначили їхнім керівником. Він залишався на цій посаді до 1877 року, коли перевівся на картографування Болгарії, яка була під контролем Росії під час турецької війни . Після закінчення війни Ярнефельт повернувся до картографії Фінляндії, доки в 1883 році він не став губернатором. Результати своїх геодезичних робіт у Фінляндії Ярнефельт опублікував у вигляді книги, яка була опублікована російською мовою в 1891 році, французькою мовою в 1894 році і фінською мовою в 1901 році (Fennia 1901/10.1). За результатами зйомок Фінляндії, розпочатих під його керівництвом, у 1870—1907 рр. було складено топографічний атлас Південної Фінляндії (473 аркуші) у масштабі 1:21. 000. На основі цього було підготовлено друкований атлас у масштабі 1:42 000. Копії, зроблені шляхом фотографування аркушів оригінального атласу, були передані до Сенату Фінляндії, по дві копії кожного аркуша. У Фінляндії вони були розфарбовані і тепер відомі як «Сенатські карти», і вони знаходяться в колекціях Національного архіву.
Ярнефельт працював губернатором в Санкт-Міхельській губернії в 1883—1884 роках, в Куопіоській губернії в 1884—1888 роках і у Вазаській губернії в 1888—1894 роках. З 1894 року він обіймав посаду голови сенатського комітету з військових справ. Він також був представником свого шляхетного роду в сеймі в 1872, 1877—1878 і 1882 роках. Він помер у Гельсінкі 15 квітня 1896 року від інсульту.